# Kanton Chocaya

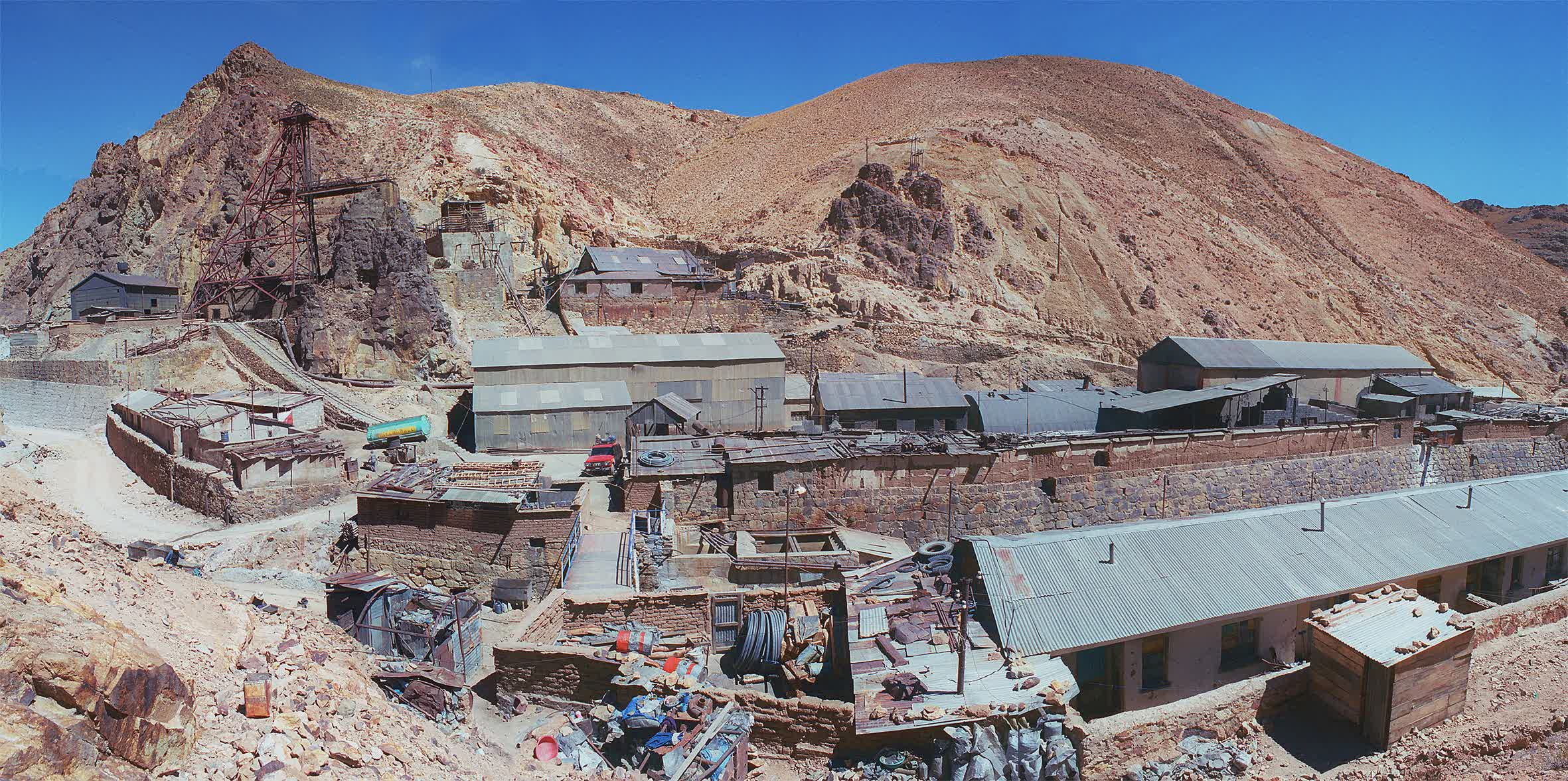
Minensiedlung Animas

Der Kanton Chocaya ist ein Gemeindebezirk im Departamento Potosí im Hochland des südamerikanischen Anden-Staates Bolivien.

## Lage im Nahraum
Der Kanton (bolivianisch: cantón) Chocaya ist einer von neun Kantonen im Landkreis (bolivianisch: Municipio) Atocha in der Provinz Sur Chichas. Er grenzt im Norden an die Provinz Nor Chichas, im Nordwesten an die Provinz Antonio Quijarro, im Westen an die Provinz Nor Lípez, im Süden und Südosten an den Kanton Tacmari, und im Osten an den Kanton Atocha.
Zentraler Ort des Kantons ist Chocaya (genauer: Gran Chocaya) mit 79 Einwohnern (Volkszählung 2001) im zentralen Teil des Landkreises. Größere Ortschaften sind die beiden Minensiedlungen Siete Suyos mit 1.117 Einwohnern und Animas mit 1.025 Einwohnern nordöstlich von Gran Chocaya. Die mittlere Meereshöhe des Kantons ist 4200 m, die Berggipfel – vor allem im östlichen Teil des Kantons – erreichen Höhen bis zu 4.500 m.

## Geographie
Der Kanton Chocaya liegt auf dem bolivianischen Altiplano in den nördlichen Ausläufern der Anden-Gebirgskette der Cordillera de Lípez, etwa 90 Kilometer südöstlich des Salzsees Salar de Uyuni. Das Klima der Region ist arid und weist ein deutliches Tageszeitenklima auf, bei dem die mittleren täglichen Temperaturschwankungen stärker ausfallen als die Temperaturschwankungen im Jahresverlauf.
Die mittlere Jahrestemperatur der Region liegt mit etwa 7 °C aufgrund der Höhenlage um mindestens 4 °C niedriger als im benachbarten Atocha (vergleiche Klimadiagramm Atocha), mit einem Monatsdurchschnittswert von 2 °C im Juni/Juli und 9 °C von November bis März. Der Jahresniederschlag beträgt niedrige 200 mm, wobei die Monate April bis Oktober nahezu niederschlagsfrei sind. Nur von November bis März fallen nennenswerte Niederschläge, mit einem Maximum von etwa 50 mm Monatsniederschlag im Januar.

## Bevölkerung
Die Bevölkerungszahl im Kanton ist im letzten Jahrzehnt des vergangenen Jahrhunderts um mehr als die Hälfte angestiegen:
- 1992: 1.369 Einwohner (Volkszählung 1992)[2]
- 2001: 2.253 Einwohner (Volkszählung)[3]
- 2012: Detaildaten der aktuellen Volkszählung liegen noch nicht vor

Die Bevölkerungsdichte des Municipio Atocha bei der Volkszählung 2001 betrug 4,6 Einwohner/km², die Lebenserwartung der Neugeborenen lag bei 56 Jahren.
Der Alphabetisierungsgrad bei den über 19-Jährigen im Municipio betrug 85 Prozent, und zwar 95 Prozent bei Männern und 86 Prozent bei Frauen. (2001)
Die Region weist einen hohen Anteil an Quechua-Bevölkerung auf. Im Municipio Atocha sprechen 70 % der Bevölkerung die Quechua-Sprache.

## Gliederung
Der Cantón Chocaya ist in die folgenden vier Subkantone (vicecantones) untergliedert:
- Vicecantón Animas – 1 Ortschaft – 1.025 Einwohner (2001)
- Vicecantón Gran Chocaya – 6 Ortschaften – 100 Einwohner
- Vicecantón Siete Suyos – 1 Ortschaft – 1.117 Einwohner
- Vicecantón Santa Ana – 1 Ortschaft – 11 Einwohner